# Laima Andrikienė
Laima Liucija Andrikienė (Druskininkai, 1 januari 1958) is een Litouws politica, actief binnen de partij Tėvynės Sąjunga. Ze zetelde onder meer in de Seimas (1992–2000 en 2020–2022) en het Europees Parlement (2004–2014 en 2016–2019). Sinds 2022 is ze lid van de Europese Rekenkamer.

## Loopbaan
Andrikienė behaalde in 1980 een graad in economie en wiskunde van de universiteit van Vilnius, alwaar ze ook promoveerde tot doctor in de economie in 1986. Ze werd docent in 2004, met fellowships aan Manchester University in 1988-1989 en Georgetown University in 1996.
Sinds 1988 was Andrikienė lid van Sąjūdis. Ze was op 11 maart 1990 een van de ondertekenaars van de onafhankelijkheidsverklaring van de Republiek Litouwen, de Aktas dėl Lietuvos nepriklausomos valstybės atstatymo.
Sinds 1990 zetelde Andrikienė in de Opperste Raad van Litouwen, de voorganger van de huidige Seimas. Ze volgde Vytautas Landsbergis naar de Tėvynės Sąjunga waarvan ze medeoprichter werd. In 1996 werd ze als minister van Industrie en Handel benoemd in de Litouwse regering, een functie die ze al snel verruilde voor het ministerschap van Europese Zaken (1996–1998).
Naast haar taken als parlementslid was Andrikienė eveneens van 1998 tot 2000 de voorzitter van de Baltische Assemblee, waar ze namens het Litouwse parlement ook als vertegenwoordiger zetelde.
Na de verkiezingen voor het Europees Parlement van 2004 zetelde Andrikienė voor haar partij in het Europees Parlement als lid van de fractie van de Europese Volkspartij en Europese Democraten. Bij de verkiezingen voor het Europees Parlement van 2009 werd zij herkozen en lid van de fractie van de Europese Volkspartij. Ze was commissielid van Internationale handel, van de subcommissie Mensenrechten, en van de delegatie van de relaties met Wit-Rusland. Daarnaast was ze plaatsvervangend lid van de commissie-Buitenlandse Zaken.
Bij de verkiezingen voor het Europees Parlement van 2014 werd Andrikienė niet nogmaals herkozen. Na het tussentijds aftreden van Gabrielius Landsbergis trad ze op 30 mei 2016 echter opnieuw toe tot het Europees Parlement. Ze diende de ambtsperiode uit tot 1 juli 2019. Vervolgens stelde Andrikienė zich met succes verkiesbaar bij de Litouwse parlementsverkiezingen van 2020, waarmee ze na twintig jaar terugkeerde in de Seimas. In 2022 gaf ze daar haar zetel weer op en werd ze lid van de Europese Rekenkamer.